# Кишеньковий злодій (фільм, 1959)
«Кишеньковий злодій» фр. Pickpocket) — французька чорно-біла кримінальна кінодрама 1959 року режисера Робера Брессона. Фільм створений за мотивами роману «Злочин і кара» Федора Достоєвського.

## Сюжет
Мішель не бажає працювати як інші, він вважає що це не його призначення. Крім матері у нього є двоє друзів — Жанна і Жак, та він відкидає їхні поради і входить до шайки кишенькових злодіїв, з якими вони чистять кишені у людних місцях. І тільки нове ув'язнення викликає у нього потребу підтримки близької людини.
Інший персонаж фільму — інспектор поліції (Жан Пелегрі), який з Мішелем «грають чутливу сцену кота і мишки, в якій інспектор натякає, що він знає, що Мішель злодій, і Мішель, … ми відчуваємо, хоче бути спійманим».

## Ролі виконують
- Мартін Лясаль[fr] — Мішель
- Маріка Грін — Жанна
- П'єр Леймарі — Жак
- Жан Пелегрі[fr] — інспектор поліції

## Навколо фільму
- Фільм займає перше місце у списку «Найкращих 50 фільмів» американської письменниці, літературного, театрального і кінокритика — Сьюзен Зонтаґ.[2]
- Щоб сцени крадіжок виглядали правдоподібно акторів консультував справжній кишеньковий злодій.
- Через правдивість зображення сцен кишенькових крадіжок фільм був заборонений у Фінляндії до 1965 року.